# Таёжное (Приморский край)
Таёжное — село в Красноармейском районе Приморского края, входит в Таёжненское сельское поселение.

## География
Расстояние до районного центра, села Новопокровка (Новопокровка расположена западнее Таёжного) около 140 км по прямой, однако «прямой дороги» нет. Автомобильное сообщение либо через посёлок Терней, что надёжнее, либо около 100 км до п. Мельничное по лесовозной дороге, проходящей через бассейн р. Колумбэ. До Тернея около 120 км. Ближайшее почтовое отделение находится в селе Молодёжном, до которого по автодороге около 40 км.
Село Таёжное расположено в долине реки Лагерная (приток реки Обильная, в свою очередь впадает в Арму).

## Население
| 2002 | 2010 |
| ---- | ---- |
| 190  | ↘67  |

## Районы Крайнего Севера
Село Таёжное приравнено к районам Крайнего Севера.

## Экономика
В Таёжном находятся предприятия, занимающихся лесозаготовкой и деревопереработкой.

## Достопримечательности
Южнее села начинается территория Сихотэ-Алиньского заповедника.